# NGC 2537
NGC 2537 est une petite galaxie spirale barrée de type magellanique située dans la constellation du Lynx. NGC 2537 a été découverte par l'astronome germano-britannique William Herschel en 1788.

## Caractéristiques
La classe de luminosité de NGC 2537 est III et elle présente une large raie HI.
NGC 2537 est l'une des six galaxies choisies par Halton Arp comme un exemple d'une galaxie particulière présentant une faible brillance de surface. Elle est inscrite dans son atlas sous la cote Arp 6.

### Distance
Sa vitesse par rapport au fond diffus cosmologique est de 581 ± 10 km/s, ce qui correspond à une distance de Hubble de 8,56 ± 0,62 Mpc (∼27,9 millions d'al).
Pour des galaxies rapprochées du Groupe local, les distances obtenues par d'autres méthodes sont plus fiables que la distance de Hubble. À ce jour, cinq mesures non basées sur le décalage vers le rouge (redshift) donnent une distance de 12,136 ± 4,941 Mpc (∼39,6 millions d'al), ce qui est supérieure mais comprise dans les limites de la distance de Hubble.

### Morphologie
NGC 2537 a été utilisée par Gérard de Vaucouleurs comme une galaxie de type morphologique SB(s)m pec/BCD dans son atlas des galaxies,.

### Émission de radiation ultraviolette
NGC 2537 est une galaxie dont le noyau brille dans le domaine de l'ultraviolet. Elle est inscrite dans le catalogue de Markarian sous la cote Mrk 86 (MK 86). 

## Paire de galaxies optiques
Sur la sphère céleste NGC 2537 est à proximité de PGC 23057. C'est pour cette raison qu'on désigne parfois cette galaxie comme NGC 2357A. Mais avec une vitesse radiale de 11 985 km/s, PGC 23057 est à plus de 550 millions d'années-lumière et il est donc certain qu'elle n'a aucune interaction avec NGC 2357.   

## Groupe de NGC 2841
NGC 2537 fait partie du groupe de NGC 2841. Les cinq principales galaxies sont NGC 2500, NGC 2537, NGC 2541, NGC 2552 et évidemment NGC 2841.